# Hôtel de Boadès
L'hôtel de Boadès, aussi parfois orthographié Hôtel de Boades, est un hôtel particulier situé au n° 8, place Jeanne d'Arc à Aix-en-Provence.

## Construction et historique
L'hôtel est construit pendant la première moitié du XVIIe siècle.
En 1935, Blanche d’Estienne de Saint Jean lègue l’hôtel de Boades à la ville d’Aix, à charge pour celle-ci d’en verser les revenus à l’Académie des sciences, agriculture, arts et belles-lettres d'Aix. A ce titre, une convention culturelle et financière est signée entre l’Académie et la Municipalité.

## Protection
L'ensemble de l'hôtel est inscrit au titre des monuments historiques depuis 1947.